# Listă de orașe antice grecești
Aceasta este o listă de orașe din Grecia Antică, inclusiv colonii din afara Greciei propriu zise.
Cuprins: Început - 0–9 A B C D E F G H I J K L M N O P Q R S T U V W X Y Z

## A
- Abdera
- Abydos
- Acanthus
- Acharnae
- Actium
- Aegina
- Aegium
- Aenus
- Agrigento
- Aigosthena
- Alexandria
- Amfipolis
- Antioch
- Antioch din Maeandra
- Antioch, Mygdonia
- Antioch, Pisidia
- Andros
- Aphidnae
- Apollonia
- Argos
- Asine din Argolis
- Asine din Messenia
- Asine din Laconia
- Assus
- Atena

## B
- Brauron
- Bysantion (Bizanțiu)

## C
- Calchedon
- Callatis
- Calydon
- Carystus
- Chalcis
- Cnidus
- Corcyra
- Corinth
- Cyme
- Cythera

## D
- Decelea
- Delos
- Delphi
- Demetrias
- Didyma, cu Templul lui Apollo
- Dion
- Dodona
- Dyme

## E
- Edessa
- Edessa, Mesopotamia
- Eleusis
- Elis
- Efes
- Epidamnos
- Eretria
- Ermioni
- Erythrae

## G
- Gortyn

## H
- Halicarnassus
- Heraclea

## I
- Ialysus
- Iassus
- Itaca

## K
- Knossos

## L
- Lamia
- Lampsacus
- Larissa
- Lefkada
- Lepreum
- Lindus
- Locri

## M
- Magnesia din Maeandra
- Magnesia din Sipylum
- Mantinea
- Marathon
- Massilia
- Megalopolis
- Megara
- Messene
- Methone
- Micene
- Milet
- Mylasa
- Myndus
- Myra[1]
- Mytilene

## N
- Naucratis
- Naupactus
- Nicopolis
- Nysa

## O
- Oenoe
- Olbia
- Olympia
- Olynthus
- Oreus
- Oropus

## P
- Paestum
- Pagasae
- Pandosia
- Paphos
- Paros
- Patrae
- Pella
- Pergamum
- Perinthus
- Phalerum
- Pharae
- Phlius
- Pherae
- Phocaea
- Piraeus
- Plataea
- Potidaea
- Priene
- Pteleum
- Pydna
- Pylos

## R
- Rhamnus
- Rhodos
- Rhypes

## S
- Salamina
- Same
- Segesta
- Selinous
- Selinunte
- Sestus
- Sicyon
- Smyrna
- Sparta
- Stagirus
- Stymphalus
- Siracuza

## T
- Tanagra
- Tegea
- Teos
- Tebea
- Therma
- Thermum
- Thespiae
- Thoricus
- Thyreum
- Thyria
- Trachis
- Tomis
- Troia

## X
- Xantos[2]

## Z
- Zacynthus